# Brokig svampsvartbagge
Brokig svampsvartbagge (Diaperis boleti) är en skalbaggsart som först beskrevs av Carl von Linné 1758.  Brokig svampsvartbagge ingår i släktet Diaperis, och familjen svartbaggar. Arten är reproducerande i Sverige.
Arten förekommer i nästan hela Europa från centrala Norge, Sverige och Finland till Medelhavet, inklusive Cypern och till Uralbergen. Den saknas i Skottland och Irland. Skalbaggen lever i låglandet och i bergstrakter upp till 1600 meter över havet. Habitatet varierar mellan löv- och barrskogar, buskskogar och kulturlandskap.
Brokig svampsvartbagge vilar under vintern vid trädens rötter ofta intill svampar som björkticka, svavelticka, fnöskticka, fjällticka, klibbticka och trådticka. Även under sommarnätter gömmer sig de vuxna exemplaren under svampar.
För beståndet är inga hot kända. Hela populationen anses vara stabil. IUCN listar arten som livskraftig (LC).

## Bildgalleri

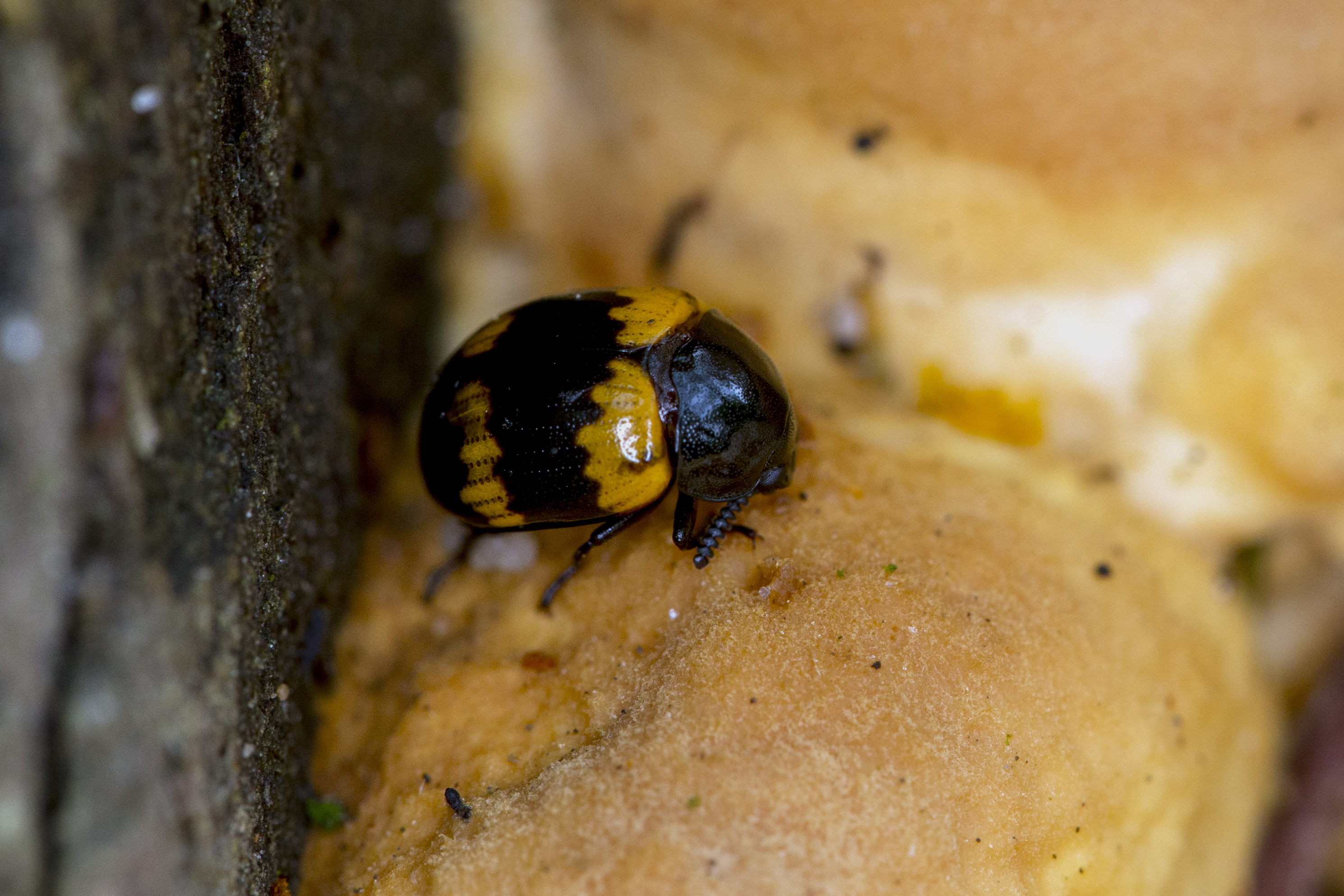
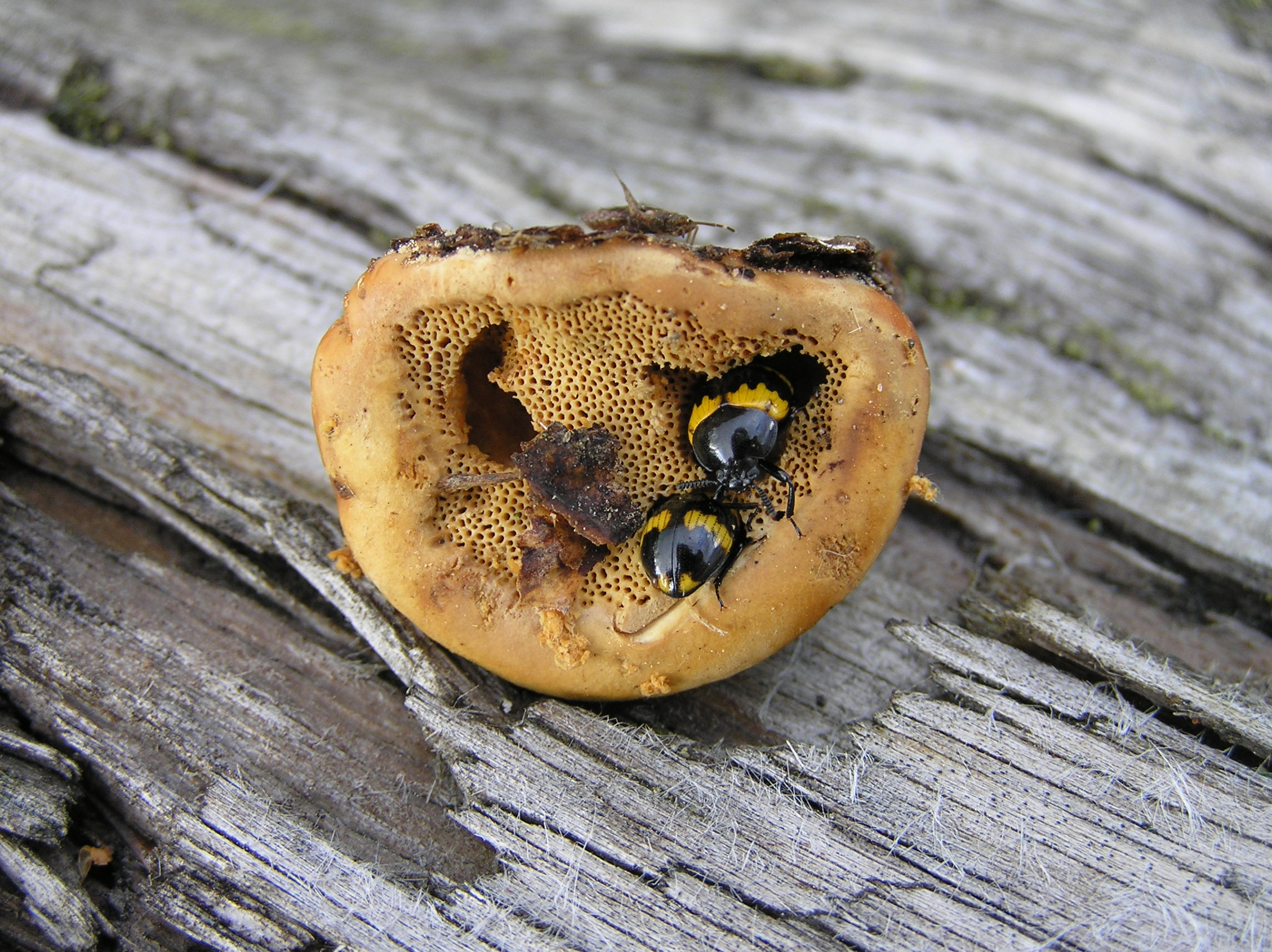
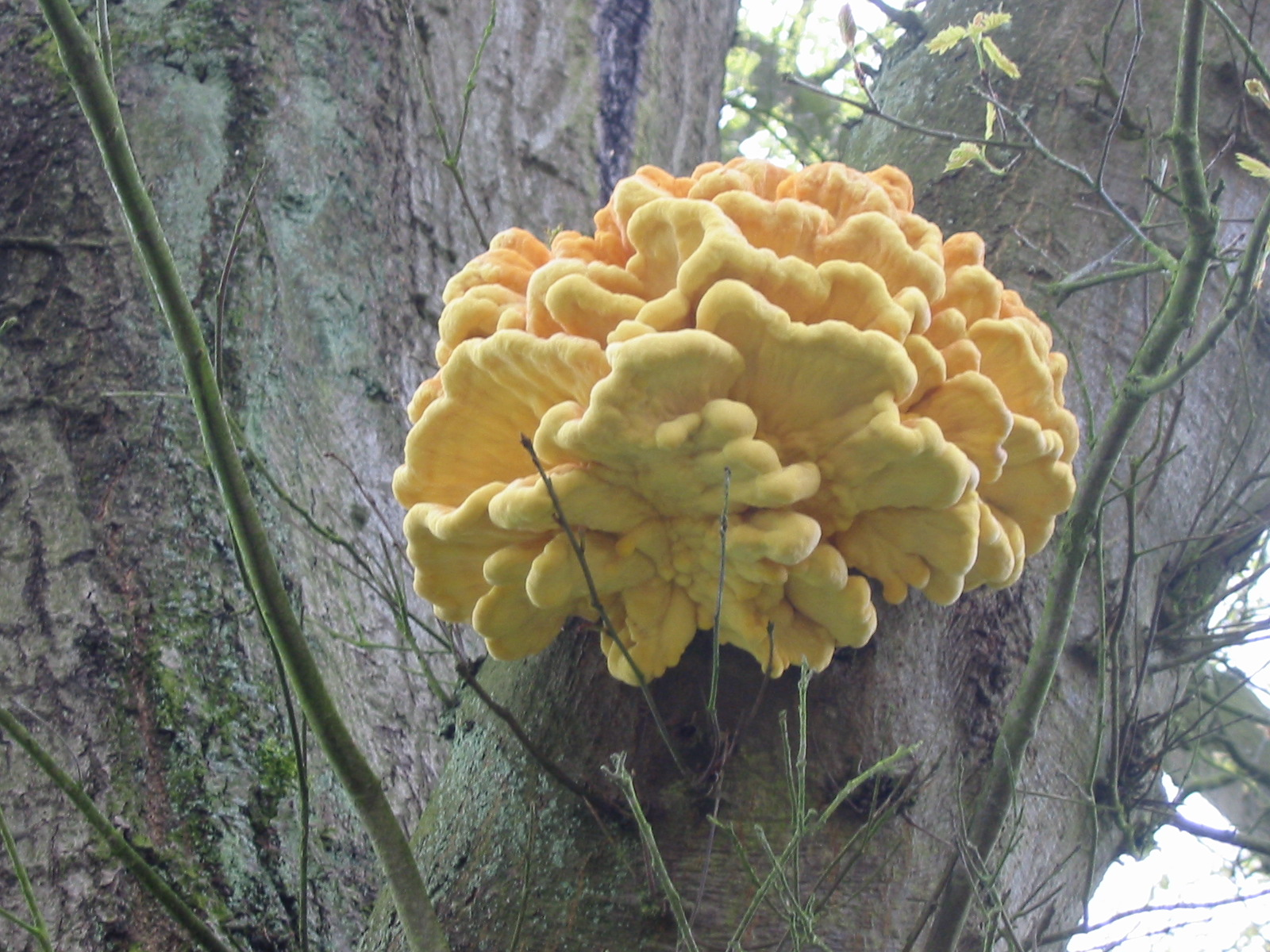
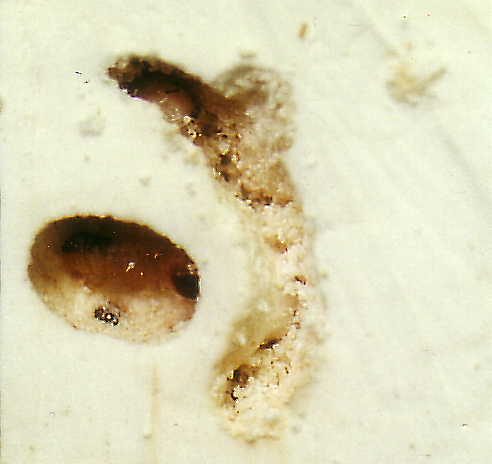
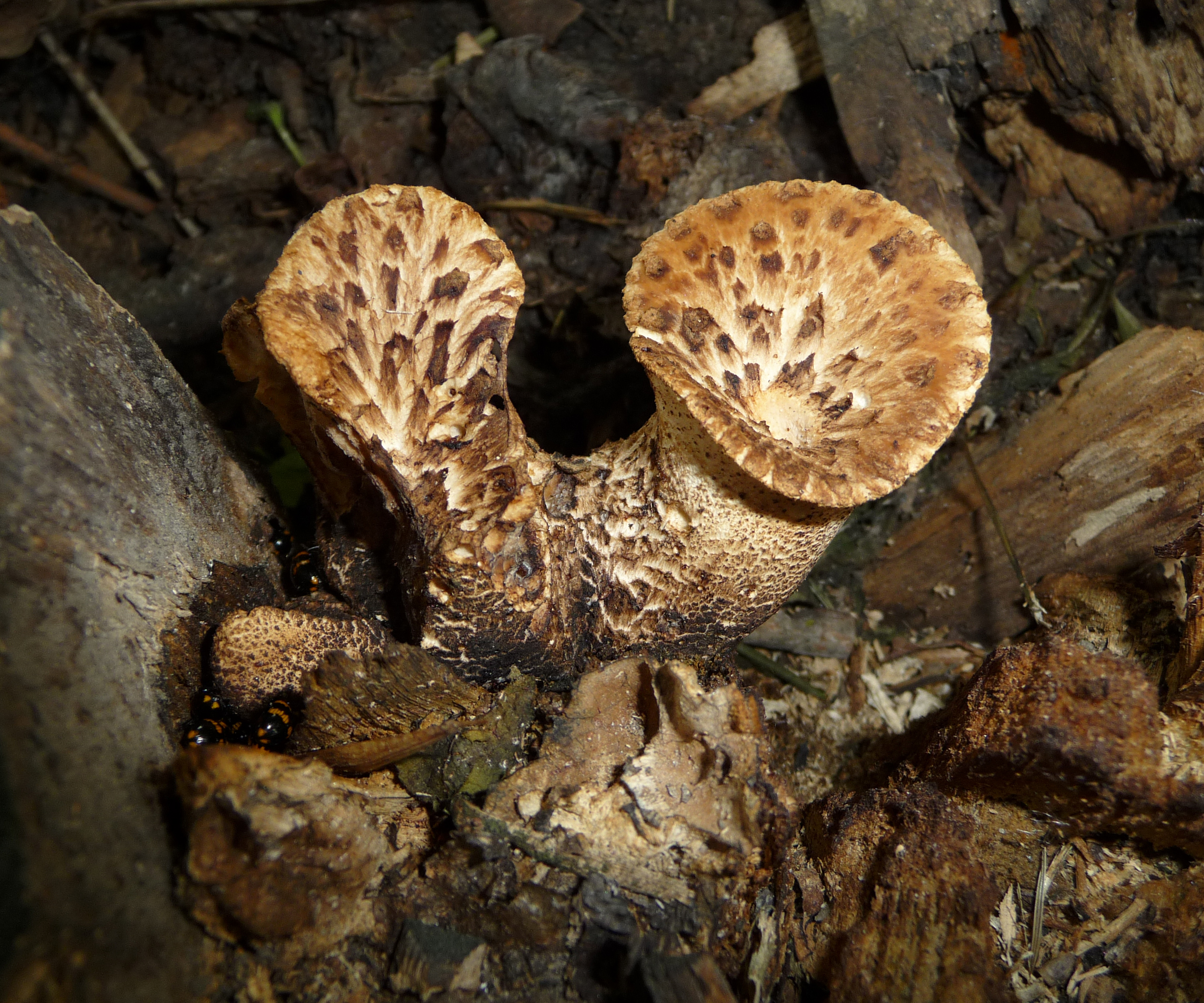
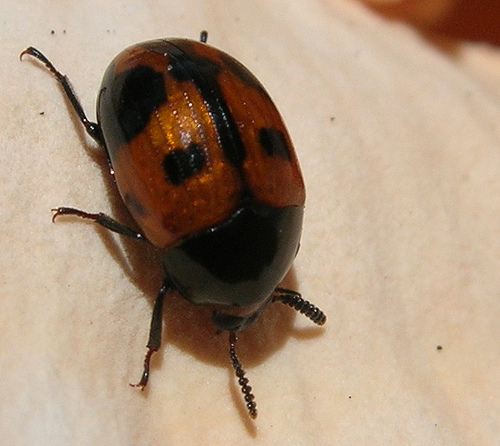